# Цокалка пустельна
Цокалка пустельна (Ashbyia lovensis) — вид горобцеподібних птахів родини медолюбових (Meliphagidae).

## Назва
Рід Ashbyia названо на честь австралійського орнітолога Едвіна Ешбі (1861—1941). Видова назва lovensis дана на честь ірландського пресвітеранського місіонера Джеймса Лава (1889—1947)

## Поширення
Ендемік Австралії. Ареал охоплює південно-східну частину Північної території, південний захід Квінсленду, північний захід Нового Південного Уельсу та північно-східний регіон Південної Австралії. Мешкає в малорослих кам'янистих пустелях.

## Опис
Дрібний птах, завдовжки 11-14 см, вагою 14-20 грам. У самців коричнева верхівка голови, піщані потилиця, спина і крила, жовті лице, горло і дзьоб. Самка схожа з самцем, але має темніше коричневе забарвлення навколо шиї та обличчя.